# 独流老醋
獨流老醋產於天津靜海區獨流鎮，与山西陈醋、镇江香醋并列中國三大傳統名醋。獨流老醋始創於明朝嘉靖年間（注：亦有创于明朝永乐年间、清朝康熙年间的说法），在清朝成為宮廷御用貢品。2021年，“独流老醋酿造技艺”被列入国家级非物质文化遗产保护名录。

## 历史
独流镇地区位于南运河、子牙河、大清河交汇处，交通、水源条件便利，因而发展出了兴盛的酿造业。在明嘉靖十九年（1540年）编撰的《河间府志》中，就有关于“春分酿酒拌醋”习俗和“鱼酢”的记载。
清康熙四年（1665年），独流镇制醋形成产业，起初只有一家醋厂，名为“立三醋厂”，据说光绪年间皇室购买的即为立三老醋。此后，独流醋厂数量增加至五个，质量也有所提高。至清康熙二十三年（1684年）九月，皇帝在此停船时品尝了独流老醋，将其定为贡品，每年腊月送往京城（注：另有说法认为独流老醋是在乾隆四十一年（1776年）三月定为贡品）。此后独流老醋声名远播，在清光绪三十一年（1905年）成书的《直隶全省商务概况》中，即有“天津府静海县独流醋行销天津、河南、山东”之记录。此后，独流老醋又沿南运河南销临河、河南道口，北销天津、北京一带，至民国后期，更远销香港、广州、上海乃至国外。
至清朝中后期，独流镇逐渐以醋闻名。嘉庆年间浙江诗人沈涛曾有诗写道：“贮苦停辛一寸肠，愁中滋味耐思量；独流砦口桃花醋，怕触心酸不敢尝”；而道光年间河南布政使边欲礼也有《过独流口号》之诗：“碧浪平堤水气腥，幕烟无际片帆停。市楼醋窨桃花紫，村店鱼穿柳条青。别绪茫茫谁共雨，劳人草草此重经。江湖浩淼空回首，何处充饥觅楚萍”，可见独流老醋之影响。
进入民国时期后，独流老醋开始受到各界好评。民国十一年（1922年），大总统黎元洪沿京杭运河南下途经独流，特意去当时较大的“老三立”醋厂观看制醋，并题写了“老三立”匾额。民国二十一年（1932年）《益世报》记载：“独流醋，气香味醇，为他处所不及，邻近诸县，视为珍品，故恒以此送礼。该镇所产之醋各省驰名，独流老醋无不知者，畅销于长江南北及平津一带。“民国二十三年（1934年）编撰的《静海县志·土地部》记载：“老醋以独流镇产为最，其味与镇江同，行销外省。”

除信史外，关于独流老醋的由来也有其他传说：
明清时期，流经独流镇的南运河水甘甜可口。大清朝康熙皇帝知道后，就下了一道圣旨，命独流的造酒名师来福用当地的运河水酿造御酒，年年进贡。皇差拿着皇帝的圣旨到了独流，来福不愿意把技艺献给皇上，便撒谎说：“甜水加热要变酸酒的。”皇差知道他刁难皇家，便说：“就要你造酸酒，不酸就杀你的头！”这下子可惹了祸，自古有甘醇的美酒，哪有酸溜溜的酒呀？来福夫妇都愁白了头。后来只好烧香求助天上造酒仙师杜康解难。杜康得知了来福夫妇的苦楚，便变成了一位老者走进来福家，说：“酸酒米糠出，二十一日酉时流。”来福夫妇得了仙师的秘诀感恩不尽，赶紧用米糠做糟，用制酒的方法发酵了二十一天，到酉时，果然流出了开胃止渴、调味提神的酸酒来。可是这不叫酸酒呀，起什么名字呢？聪明的妻子就按照仙师指点酒的秘诀说：“不是二十一日酉时出的吗？我们就叫他醋吧。”来福听了高兴得直喊好名！好名！康熙听到独流人来福造醋的传说后，龙颜大悅，特颁谕旨，钦定“独流老醋”，传告天下。

## 原料与工艺
与其他大部分中国传统食醋类似，独流老醋也使用粮食的固态发酵工艺制作，但原料与工艺存在独特之处（见下表）。
原料方面，独流老醋使用黍米、高粱为主要原料，糖化剂则为用小麦、大麦、豌豆等原料制成的大麯，工艺用水使用南运河独流镇段水源。
| 醋种类       | 主要原料         | 辅料                                     |
| ------------ | ---------------- | ---------------------------------------- |
| 独流老醋     | 黍米、高粱       | 大麯（小麦、大麦、豌豆）                 |
| 山西老陈醋   | 高粱、麸皮       | 稻壳、谷壳、大麯（大麦、豌豆）           |
| 镇江香醋     | 糯米、麸皮、大糠 | 大麯（小麦、大麦、豌豆）、炒米色（大米） |
| 福建永春老醋 | 糯米             | 紅麴米                                   |
| 四川保宁醋   | 糯米、麸皮       | 药麯（小麦、中草药）                     |

在工艺上，独流老醋需历经蒸煮、液态酒精发酵、固态醋酸发酵、陈酿、淋醋等大小共四十余道工序酿造而成。
其中，醋酸发酵过程中的分层发酵为独流老醋区别于其他食醋的特有发酵工艺。在该过程中，此前酒精发酵的产物拌入麦麸、高粱壳，放入发酵缸中加盖发酵。发酵开始后，每天翻拌，至温度上升到32-35℃后每天翻拌上缸两次；待温度降低回30℃以下时，将上半缸倒入另一个缸内，耙平压实，并将下半缸倒入，使之处于上半缸，翻动同前。这种分层发酵创造了氧含量、酸度不同的环境，从而使其中微生物多样性产生差异。

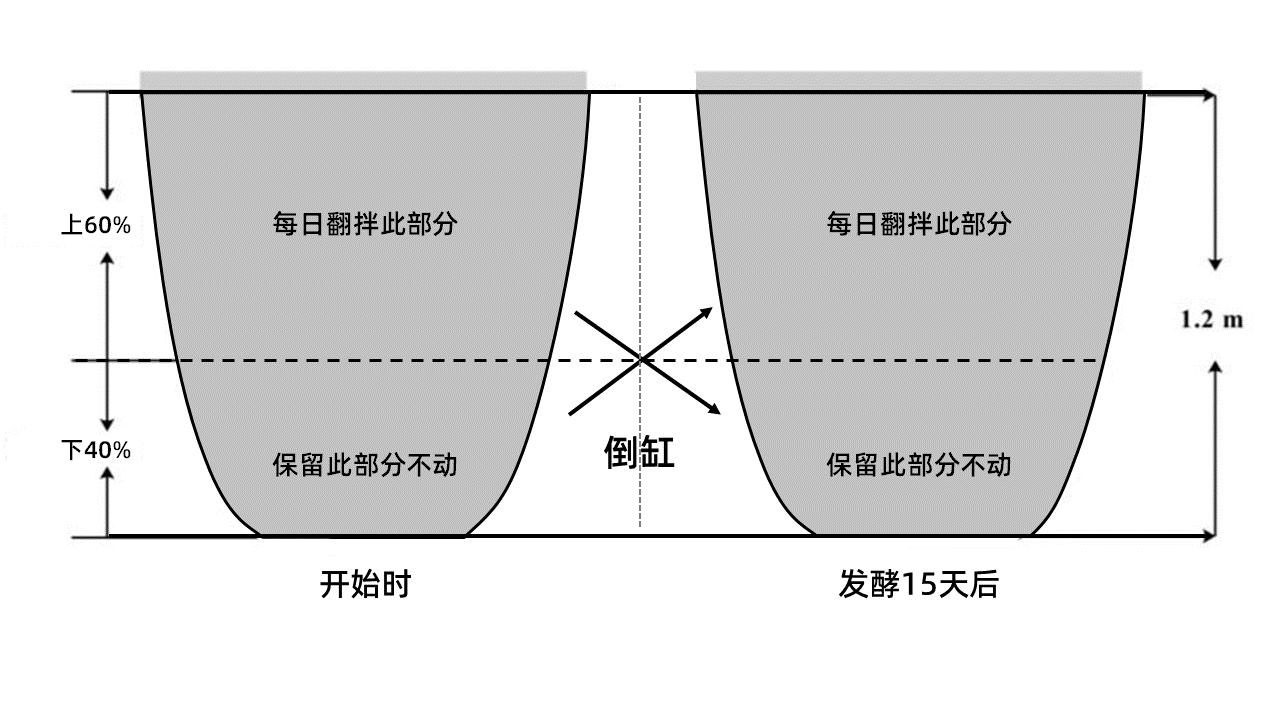
独流老醋分层醋酸发酵过程示意图，引用自

醋酸发酵直接产生的为醋醅，之后需将醋醅装入室外缸中翻晒陈酿，以进一步氧化产生苹果酸和乳酸等有机酸，提升色泽、香气和风味，并提高醋中的营养成分含量。陈酿一年的称为“独流醋”，陈酿三年以上的称为“独流老醋”，由于老醋需要经过三年的翻晒，故又称为“三伏老醋”。

## 生产销售

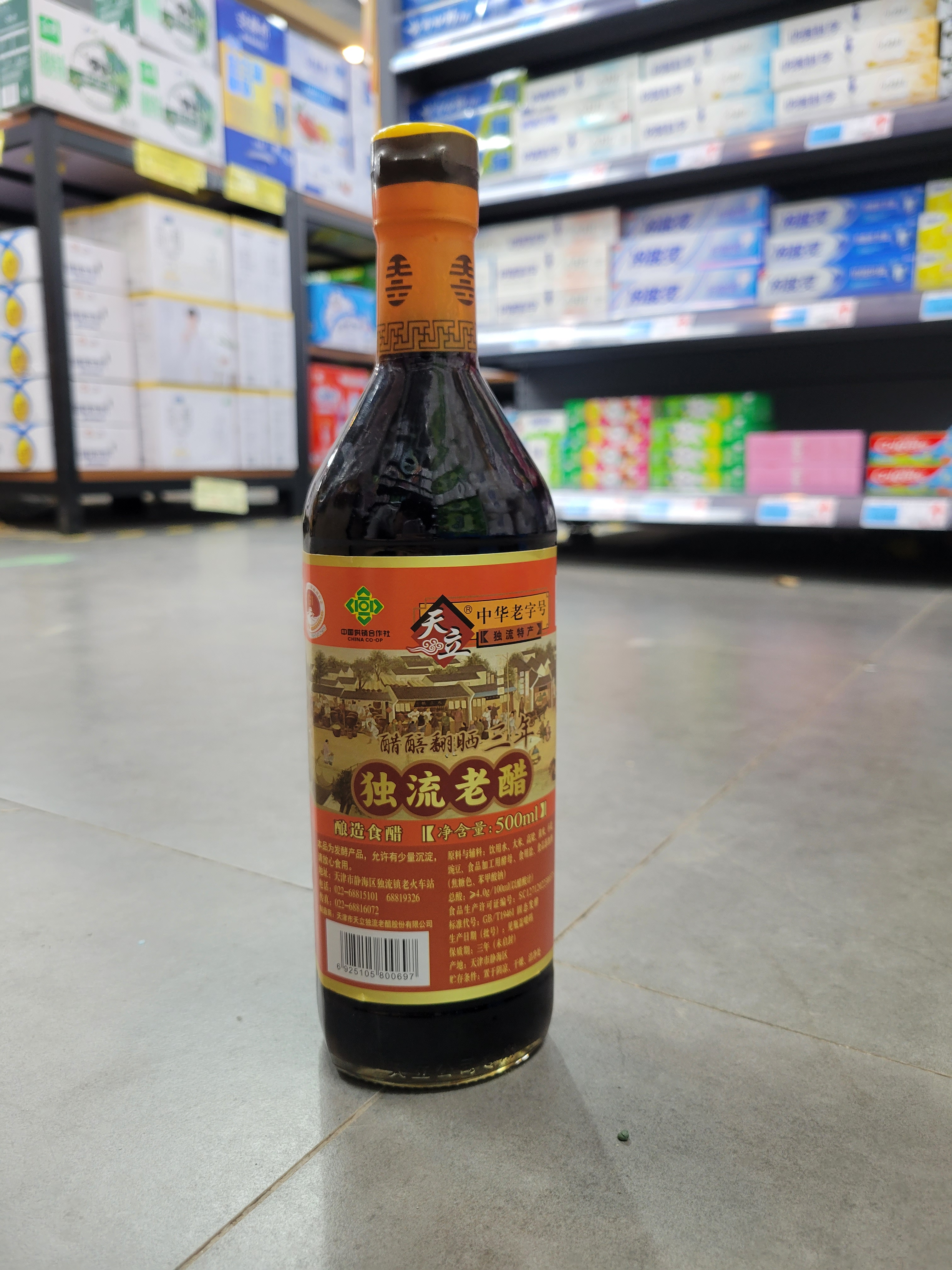
天立三年陈独流老醋（2024-07-08拍摄于天津市某超市）

2002年，独流老醋被认定为地理标志产品，规定只有产自独流镇的醋才被称为“独流老醋”。清朝末年，独流镇有醋酱行13家；至民国中后期，独流醋酱行发展到23家，其中瑞德隆、永丰、老三立、瑞丰恒、诚庆涌几家规模较大，但目前独流老醋的主要生产厂家仅有天立独流老醋一家企业。
天立独流老醋公司可以追溯到康熙年间王六爷创立的天立酱园。此后1952年天立酱园与其它作坊组成联营合作社，1956年又改为独流镇供销社食品厂。到1984年，改组为独流老醋厂，并注册了“天立”商标，后于1998年4月改制为天立独流老醋股份有限公司，并在2006年被评为“中华老字号”。自建厂以来，独流老醋产量逐年提高。1984年组建时，醋厂年产量1000吨；至2023年，年产量增加至10万吨。
目前（原文如此），天立独流老醋已经在国内20多个省市自治区拥有1.5万余个销售网点，并出口至东南亚各国、美国、新西兰、澳大利亚等国家。

## 风味与成分
独流老醋呈现有光泽的琥珀色或红棕色，香气浓郁，入口绵软回甜，酸而不涩，醇厚味鲜。
独流老醋有较高的营养价值和一定的保健作用。蛋白质、维生素等营养成分含量较高，含有一定的微量元素，氨基酸组成较平衡，与世界卫生组织建议的标准基本相吻合。
2021年的一项对比研究显示，与镇江香醋、山西陈醋、四川麸醋和福建红曲醋相比，独流醋有中等的糠醛含量（平均114.3mg/L）、较高的总糖含量（平均17.34g/L，以果糖为主）、最高的总游离氨基酸（平均13.07g/L，以丙氨酸、甘氨酸和谷氨酸为主）和最低的有机酸含量（55.55g/L，除乙酸外最多的为乳酸），且随着陈酿时间增加，糠醛含量、总糖含量、总游离氨基酸都有显著增加，但总有机酸变化不大，这部分解释了独流老醋特殊风味的来源。